# Turn- und Sportverein Unterhaching 1910 2019-2020
Questa voce raccoglie le informazioni riguardanti il Turn- und Sportverein Unterhaching 1910 nelle competizioni ufficiali della stagione 2019-2020.

## Organigramma societario
Area direttiva
- Presidente: Josef Köck

Area tecnica
- Allenatore: Štefan Chrtianský
- Allenatore in seconda: Miroslav Palgut
- Scout man: Gerhard Bader

Area sanitaria
- Medico: Thomas Stahl
- Fisioterapista: Julia Gruber, Silvio Torggler

## Rosa
| N° | Nome              | Ruolo | Data di nascita   | Nazionalità sportiva |
| -- | ----------------- | ----- | ----------------- | -------------------- |
| 1  | Florian Ringseis  | L     | 9 luglio 1992     | Austria              |
| 2  | Jordan Richards   | S     | 25 settembre 1993 | Australia            |
| 3  | Jerome Cross      | O     | 24 febbraio 1996  | Canada               |
| 5  | Paulo da Silva    | O     | 12 maggio 1986    | Brasile              |
| 6  | Danilo Gelinski   | P     | 13 marzo 1990     | Brasile              |
| 7  | Dmitrij Shavrak   | S     | 7 ottobre 1991    | Ucraina              |
| 8  | Sašo Štalekar     | C     | 3 maggio 1996     | Slovenia             |
| 9  | Tommi Siirilä     | C     | 5 agosto 1993     | Finlandia            |
| 11 | Pedro Francês     | C     | 30 giugno 1989    | Brasile              |
| 12 | Jérôme Clere      | S     | 2 agosto 1990     | Francia              |
| 14 | Douglas da Silva  | C     | 24 settembre 1983 | Brasile              |
| 15 | Niklas Kronthaler | S     | 14 maggio 1994    | Austria              |
| 16 | Daniel Koncal     | P     | 16 settembre 1982 | Slovacchia           |

## Risultati

### 1. Bundesliga

#### Girone di andata
| 1ª giornata - 13 ottobre 2019 Olympiahalle, Innsbruck               | Unterhaching | 3 - 1 | Rottenburg      | 25-18, 25-22, 23-25, 25-18        |
| 2ª giornata - 17 ottobre 2019 Nikolaushalle, Herrsching am Ammersee | Herrsching   | 2 - 3 | Unterhaching    | 25-23, 25-22, 25-27, 18-25, 11-15 |
| 3ª giornata - 23 ottobre 2019 Olympiahalle, Innsbruck               | Unterhaching | 2 - 3 | Charlottenburg  | 22-25, 25-20, 20-25, 25-22, 12-15 |
| 4ª giornata - 27 ottobre 2019 Arena Kreis Düren, Düren              | Dürener      | 3 - 1 | Unterhaching    | 25-23, 25-21, 24-26, 25-17        |
| 5ª giornata - 10 novembre 2019 Bayernwerk Sportarena, Unterhaching  | Unterhaching | 3 - 0 | Eltmann         | 31-29, 25-15, 25-22               |
| 6ª giornata - 13 novembre 2019 Großsporthalle, Bühl                 | Bühl         | 1 - 3 | Unterhaching    | 21-25, 25-22, 20-25, 18-25        |
| 7ª giornata - 18 novembre 2019 Bayernwerk Sportarena, Unterhaching  | Unterhaching | 2 - 3 | Friedrichshafen | 23-25, 25-19, 16-25, 25-21, 13-15 |
| 8ª giornata - 28 novembre 2019 Fraport Arena, Francoforte sul Meno  | Rüsselsheim  | 3 - 2 | Unterhaching    | 20-25, 25-19, 21-25, 25-19, 15-12 |
| 9ª giornata - 1º dicembre 2019 Olympiahalle, Innsbruck              | Unterhaching | 3 - 0 | Netzhoppers     | 25-16, 25-17, 25-22               |
| 10ª giornata - 14 dicembre 2019 Volksbank-Arena, Hildesheim         | Giesen       | 1 - 3 | Unterhaching    | 22-25, 19-25, 26-24, 22-25        |
| 11ª giornata - 21 dicembre 2019 Bayernwerk Sportarena, Unterhaching | Unterhaching | 3 - 1 | Lüneburg        | 25-21, 24-26, 50-48, 25-22        |

#### Girone di ritorno
| 12ª giornata - 15 gennaio 2020 Paul Horn-Arena, Tubinga                   | Rottenburg      | 1 - 3 | Unterhaching | 20-25, 25-20, 21-25, 25-27       |
| 13ª giornata - 20 gennaio 2020 Bayernwerk Sportarena, Unterhaching        | Unterhaching    | 3 - 1 | Herrsching   | 25-18, 21-25, 25-22, 25-23       |
| 14ª giornata - 23 gennaio 2020 Max-Schmeling-Halle, Berlino               | Charlottenburg  | 3 - 1 | Unterhaching | 25-15, 21-25, 25-21, 25-20       |
| 15ª giornata - 2 febbraio 2020 Olympiahalle, Innsbruck                    | Unterhaching    | 3 - 0 | Dürener      | 25-19, 25-22, 25-18              |
| 16ª giornata - 5 febbraio 2020 Georg-Schäfer-Halle, Eltmann               | Eltmann         | 1 - 3 | Unterhaching | 19-25, 23-25, 25-23, 19-25       |
| 17ª giornata - 9 febbraio 2020 Bayernwerk Sportarena, Unterhaching        | Unterhaching    | 3 - 0 | Bühl         | 25-21, 25-21, 25-16              |
| 18ª giornata - 22 febbraio 2020 ZF-Arena Friedrichshafen, Friedrichshafen | Friedrichshafen | 3 - 1 | Unterhaching | 25-18, 25-16, 23-25, 25-23       |
| 19ª giornata - 29 febbraio 2020 Olympiahalle, Innsbruck                   | Unterhaching    | 1 - 3 | Rüsselsheim  | 25-20, 20-25, 21-25, 22-25       |
| 20ª giornata - 8 marzo 2020 Landkost-Arena, Bestensee                     | Netzhoppers     | 3 - 2 | Unterhaching | 25-23, 25-13, 17-25, 23-25, 15-8 |
| 21ª giornata - 12 marzo 2020 Olympiahalle, Innsbruck                      | Unterhaching    | 3 - 0 | Giesen       | 25-22, 25-15, 25-20              |
| 22ª giornata - 21 marzo 2020 CU Arena, Amburgo                            | Lüneburg        | -     | Unterhaching | annullata                        |

### Coppa di Germania

#### Fase a eliminazione diretta
| Ottavi di finale - 2 novembre 2019 Olympiahalle, Innsbruck | Unterhaching | 2 - 3 | Rottenburg | 25-20, 24-26, 25-20, 23-25, 9-15 |

### Coppa CEV

#### Fase a eliminazione diretta
| Sedicesimi di finale (andata) - 11 dicembre 2019 Sportzentrum am Utzweg, Unterhaching | Unterhaching          | 3 - 0 | Vammalan              | 25-20, 26-24, 25-22               |
| Sedicesimi di finale (ritorno) - 17 dicembre 2019 Kauppi Sports Center, Tampere       | Vammalan              | 2 - 3 | Unterhaching          | 20-25, 25-23, 17-25, 25-23, 8-15  |
| Ottavi di finale (andata) - 29 gennaio 2020 Palac Sportu Halyčyna, Leopoli            | Barkom-Kažany         | 0 - 3 | Unterhaching          | 25-27, 20-25, 18-25               |
| Ottavi di finale (ritorno) - 11 febbraio 2020 Sportzentrum am Utzweg, Unterhaching    | Unterhaching          | 3 - 2 | Barkom-Kažany         | 25-23, 24-26, 25-14, 21-25, 15-11 |
| Quarti di finale (andata) - 25 febbraio 2020 Sportzentrum am Utzweg, Unterhaching     | Unterhaching          | 2 - 3 | Zenit San Pietroburgo | 20-25, 22-25, 25-23, 25-23, 11-15 |
| Quarti di finale (ritorno) - 3 marzo 2020 Sibur Arena, San Pietroburgo                | Zenit San Pietroburgo | 3 - 1 | Unterhaching          | 25-22, 23-25, 25-10, 25-15        |

## Statistiche

### Statistiche di squadra
| Competizione      | Punti | In casa | In casa | In casa | In trasferta | In trasferta | In trasferta | Totale | Totale | Totale |
| Competizione      | Punti | G       | V       | P       | G            | V            | P            | G      | V      | P      |
| ----------------- | ----- | ------- | ------- | ------- | ------------ | ------------ | ------------ | ------ | ------ | ------ |
| 1. Bundesliga     | 42    | 11      | 8       | 3       | 10           | 5            | 5            | 21     | 13     | 8      |
| Coppa di Germania | -     | 1       | 0       | 1       | 0            | 0            | 0            | 1      | 0      | 1      |
| Coppa CEV         | -     | 3       | 2       | 1       | 3            | 2            | 1            | 6      | 4      | 2      |
| Totale            | -     | 15      | 10      | 5       | 13           | 7            | 6            | 28     | 17     | 11     |

G = partite giocate; V = partite vinte; P = partite perse